# Dolichoderus smithi
Dolichoderus smithi är en myrart som beskrevs av Mackay 1993. Dolichoderus smithi ingår i släktet Dolichoderus och familjen myror. Inga underarter finns listade i Catalogue of Life.